# シンセサウルス
シンセサウルス は、1988年にBIT2より発売されたパソコンソフト。MSX-MUSIC規格に準拠した、FM音源用のミュージックツールである。取扱説明書（A5判・36頁）付。

## このソフトの特長
本格的なDTMソフトとは呼べないが、当時としては、画期的なソフトであった。